# Comuna Iantarne, Krasnohvardiiske
Iantarne (în ucraineană Янтарне) este o comună în raionul Krasnohvardiiske, Republica Autonomă Crimeea, Ucraina, formată din satele Hrîhorivka, Iantarne (reședința), Krasnîi Partîzan și Udacine.

## Demografie
Componența lingvistică a comunei Iantarne
     Rusă (80,27%)
     Ucraineană (11,96%)
     Tătară crimeeană (6,85%)
     Alte limbi (0,3%)
Conform recensământului din 2001, majoritatea populației comunei Iantarne era vorbitoare de rusă (80,27%), existând în minoritate și vorbitori de ucraineană (11,96%) și tătară crimeeană (6,85%).